# Bjorg Lambrecht
Bjorg Lambrecht (ur. 2 kwietnia 1997 w Gandawie, zm. 5 sierpnia 2019 w Rybniku) – belgijski kolarz szosowy. W czasie kariery zawodowej członek drużyny Lotto Soudal.

## Życiorys
Srebrny medalista Mistrzostw Świata w Kolarstwie Szosowym 2018 w wyścigu ze startu wspólnego w kategorii wiekowej do lat 23. Wicemistrz Europy w wyścigu ze startu wspólnego w kategorii wiekowej do lat 23 z 2016. Uczestnik Vuelta a España 2018 (dwukrotnie w czołowej 10 etapów – 8. na 8. etapie i 4. na etapie 13.; wyścigu nie ukończył, rezygnując ze startu w 13. etapie). Zwycięzca klasyfikacji młodzieżowej Critérium du Dauphiné 2019.
Zmarł 5 sierpnia 2019 w trakcie operacji w szpitalu w Rybniku po wypadku doznanym na trasie 76. edycji Tour de Pologne (w trakcie 3. etapu wyścigu w miejscowości Bełk nagle zjechał z trasy i uderzył w betonowy przepust). Przyczyną śmierci był uraz wielonarządowy, głównie w obrębie jamy brzusznej, połączony z masywnym krwotokiem.

## Osiągnięcia
Opracowano na podstawie:

2015
- 1. miejsce w klasyfikacji górskiej Driedaagse van Axel
  - 1. miejsce na 4. etapie
- 1. miejsce w mistrzostwach Belgii juniorów (start wspólny)
- 3. miejsce w GP Général Patton
  - 1. miejsce w klasyfikacji górskiej
- 2. miejsce w Oberösterreich Juniorenrundfahrt
  - 1. miejsce w klasyfikacji górskiej
- 3. miejsce w Aubel-Thimister-La Gleize
- 3. miejsce w Trofeo Emilio Paganessi
- 3. miejsce w La Philippe Gilbert juniors

2016
- 1. miejsce w Ronde de l’Isard
  - 1. miejsce w klasyfikacji młodzieżowej
  - 1. miejsce w klasyfikacji punktowej
  - 1. miejsce w klasyfikacji górskiej
  - 1. miejsce na 1. etapie
- 1. miejsce na 3. etapie Grand Prix Priessnitz spa
- 2. miejsce w mistrzostwach Europy U23 (start wspólny)
- 3. miejsce w Piccolo Giro di Lombardia

2017
- 1. miejsce w Liège-Bastogne-Liège U23
- 2. miejsce w Ronde de l’Isard
  - 1. miejsce na 3. etapie
- 1. miejsce w klasyfikacji młodzieżowej Tour du Jura
- 1. miejsce w Grand Prix Priessnitz spa
  - 1. miejsce w klasyfikacji punktowej
  - 1. miejsce na 2. etapie
- 2. miejsce w Tour de Savoie Mont-Blanc
- 2. miejsce w Giro della Valle d’Aosta
  - 1. miejsce w klasyfikacji punktowej
- 2. miejsce w Tour de l’Avenir

2018
- 2. miejsce w Tour des Fjords
  - 1. miejsce w klasyfikacji młodzieżowej
  - 1. miejsce na 3. etapie
- 2. miejsce w mistrzostwach świata U23 (start wspólny)

2019
- 1. miejsce w klasyfikacji młodzieżowej Critérium du Dauphiné

## Rankingi
| Rok             | 2016 | 2017 | 2018 | 2019 |
| --------------- | ---- | ---- | ---- | ---- |
| UCI World Tour  | -    | -    | 162. |      |
| World Ranking   | 403. | 177. | 160. | 114. |
| UCI Europe Tour | 207. | 66.  | 243. | 94.  |
|                 |      |      |      |      |
| Źródło: UCI     |      |      |      |      |